# Impost proporcional
Un impost proporcional és un tipus d'impost que grava el mateix percentatge de diners per a tothom, sense tenir en compte la seva renda. Ho són per exemple l'IVA i els impostos sobre l'alcohol, el tabac o la gasolina. Aquests impostos suposen un percentatge de renda més alt per a les rendes més baixes i un percentatge més baix per a les més altes, ja que els percentatges s'apliquen a productes que tenen el mateix preu per a tothom.
Per exemple, si l'IVA general és del 18%. Una persona que guanya 900 € al mes i compra un ordinador de mil euros, paga el 18% de mil, o sigui 180 € d'impostos, i això representa el 20% del seu salari (el 20% de 900 és 180). En canvi, una persona que guanya 1.800 € al mes compra el mateix ordinador de mil euros i paga també 180 € d'IVA, però això només representa un 10% del seu salari (ja que 180 és el 10% de 1.800). Finalment el més ric sempre paga una porció més alta de la seva renda que el més pobre.
Tot i que hi ha autors que han considerat l'IVA i els impostos proporcionals sobre el seu preu com a proporcionals, estrictament aquests també són regressius pel que fa a les rendes, i haurien de considerar-se només proporcionals els que ho són respecte a la renda de qui paga, no al preu del producte o servei. Seria proporcional i no regressiu, per exemple, un impost que gravés per a tothom el cinc per cent dels seus ingressos per a finançar la sanitat. I seria regressiu haver de pagar el cinc per cent del cost de la visita del metge.